# Kevin Whitehead (Autor)
Kevin Whitehead (* 27. April 1952 in New York City) ist ein US-amerikanischer Jazzautor und -journalist.

## Leben
Whitehead studierte an der Oswego State University in New York, anschließend erwarb er den Master in Amerikanischer Literatur und Kultur an der Syracuse University. Er begann in den frühen 1970er-Jahren im Bundesstaat New York für die kurzlebige Zeitschrift Oswego County Times zu schreiben. 1979 verfasste er eine erste Plattenrezension, Joni Mitchells Mingus (1979).
Seit Ende der 1970er-Jahre schreibt Whitehead regelmäßig über Jazz, u. a. seit 1987 für die NPR-Sendung Fresh Air with Terry Gross, außerdem für eine Reihe von Zeitungen und Zeitschriften wie JazzTimes, Chicago Sun-Times, Chicago Reader, Down Beat, Village Voice und dem Volkskrant. Er lebte Ende der 1990er-Jahre in den Niederlanden.
Whitehead schrieb die Bücher New Dutch Swing (1998) und Why Jazz: A Concise Guide (2010) und (mit dem Fotografen Ton Mijs) Instant Composers Pool Orchestra: You Have to See It (2011). Ferner ist er Herausgeber von Bimhuis 25: Stories of Twenty-five years at the Bimhuis. Seine verschiedenen Arbeiten erschienen in Anthologien wie Jazz: The First Century, The Gramophone Jazz Good CD Guide, Mixtery: a Festschrift for Anthony Braxton, Da Capo’s Best Music Writing 2006 und Traveling the Spaceways: Sun Ra, the Astro Black and other Solar Myths.
Whitehead schrieb ab 1987 auch eine Reihe von Liner Notes für Alben u. a. von Ab Baars, Sylvie Courvoisier, Charles Gayle, François Houle, Phillip Johnston, Sheila Jordan, Henry Threadgill, Myra Melford (Alive in the House of Saints, 1993), Michael Moore, Simon Nabatov/Han Bennink, Pharoah Sanders, Daniel Schnyder, Aki Takase sowie des Ethnic Heritage Ensemble, Clusone 3 oder des ICP Orchestra. 2012 wurde er für die Liner Notes des Sam-Rivers-Albums Trilogy (Mosaic Select) für den JJA Award der Jazz Journalists Association nominiert. Auch unterrichtete er an der Towson University, University of Kansas und am Goucher College über Jazz-Literatur in Form von Musiker-Autobiographien und Jazz-Erzählungen und -Filmen.
Als Improvisationsmusiker spielte Whitehead in der Freejazz-Formation  Starship Beer (Album Nut Music As Free As the Squirrels) und trat in der New Yorker Knitting Factory, in den Chicagoer Spielstätten Empty Bottle und HotHouse sowie im Amsterdamer Zaal 100 auf. Er lebt in der Nähe von  Baltimore.

## Publikationen
- New Dutch Swing: An in-depth examination of Amsterdam's vital and distinctive jazz scene. Billboard Books, New York 1998, ISBN 0-8230-8334-9.
- Kevin Whitehead, Herman te Loo, John Corbett: Bimhuis 25. Stories of twenty five years at the Bimhuis. Bimhuis, Amsterdam 1999, OCLC 67738497.
- Why Jazz?: A Concise Guide. Oxford University Press, 2011, ISBN 978-0-19-973118-3.
  - deutsche Ausgabe: Warum Jazz? 111 gute Gründe. Reclam Philipp Jun., Stuttgart 2014, ISBN 978-3-15-020359-0.